# Muscolo cricoaritenoideo posteriore
Il muscolo cricoaritenoideo posteriore è un muscolo pari e intrinseco della laringe.

## Posizione e forma
Il muscolo è dietro la cartilagine cricoidea, ha una forma triangolare e origina dalla fossa della lamina cricoidea per portarsi lateralmente e in alto al processo muscolare della cartilagine aritenoide.

## Vascolarizzazione ed innervazione
Il muscolo è irrorato dagli stessi vasi che vascolarizzano la laringe quindi: arteria laringea superiore, arteria laringea inferiore e arteria cricoidea (rami delle arterie tiroidee superiore ed inferiore).
Il muscolo cricoaritenoideo posteriore è innervato dal nervo laringeo inferiore, ramo del nervo vago.

## Azione
I due muscoli tirano indietro i processi muscolari delle cartilagini aritenoidee allontanando e innalzando i processi vocali e dilatando la rima glottidea.